# ماکسیم لاپیر
ماکسیم لاپیر (انگلیسی: Maxim Lapierre؛ زادهٔ ۲۹ مارس ۱۹۸۵) بازیکن هاکی روی یخ اهل کانادا است.
از باشگاه‌هایی که در آن بازی کرده‌است می‌توان به ونکوور کناکز، آناهایم داکس، و مونترآل کانادینز اشاره کرد.